# La Sauvetat-du-Dropt
Sauvetat-du-Dropt – miejscowość i gmina we Francji, w regionie Nowa Akwitania, w departamencie Lot i Garonna.
Według danych na rok 1990 gminę zamieszkiwały 463 osoby, a gęstość zaludnienia wynosiła 45 osób/km² (wśród 2290 gmin Akwitanii Sauvetat-du-Dropt plasuje się na 739. miejscu pod względem liczby ludności, natomiast pod względem powierzchni na miejscu 1043.).